# آسکلین لمباردی
آسکلین لمباردی (انگلیسی: Ascelin of Lombardy)، دیپلمات و کشیش فرقه دومینیکن بود که در سال ۱۲۴۷ از جانب پاپ به سمت مغولان در شرق عازم شد. در سال ۱۲۴۶، پاپ دومین هیئت را به رهبری آسکلین لمباردی، کشیش دومینیکی، همراه با نامه خود عازم شرق کرد. این هیئت در سال ۱۲۴۷ در تبریز، بایجو نویان، فرمانده مغول را ملاقات کردند و نامه پاپ را تسلیم وی نمودند. وی در جواب نامه پاپ، همانند گیوک، درخواست مغولان را دوباره مطرح کرد اما وی دو نماینده به نام آیبگ و سرکیس را به نزد پاپ در لیون فرستاد تا با وی برای شکست دادن ایوبیان و همچنین فتح بغداد مذاکره کنند. با این حال پس از حضور ۱ ساله این دو نماینده در لیون، در سال ۱۲۴۸ پاپ دستور بازگشت آنها را به سمت بایجو صادر کرد.